# 平野有紗
平野 有紗（ひらの ありさ、1995年8月9日 - ）は、日本の女性声優。岐阜県出身。TABプロダクション所属。

## 来歴
第8回声優アワード新人発掘オーディションを経て、TABプロダクション所属となる。

## 人物・エピソード
- 身長は150cmと小柄。左目下の泣きぼくろがチャームポイント。
- 2017年、生テレの企画であった「声優サバイバル」（第一期）に参加。合計100回の個人配信を行い、最終順位は9位。
- 若干、漢字が苦手な一面があり、声優サバイバルで配信された個人生配信番組「ありチャン」でも、その一面を披露した。
- 家族としては姉と弟がいて、姉はレイヤー。弟には呼び捨てで呼ばれているらしい。（公式twitterより本人談）
- 運転免許は所持しているものの、車庫入れが出来ないため、どこにも出掛けられないペーパードライバー。（公式twitterより本人談）
- 怪談などの怖い話が苦手。（Youtube配信「れいれいでぃお#25 番外編 えりありれいでぃおにて本人談）
- 2018年1月10日よりAmeba芸能人公式ブログにてブログ開始[2]。ちなみにブログのヘッダの写真を撮影したのはライブレボルトで共演のメンバーの一人、新菜まこ。編集したのは平野有紗の実の姉[3]（ブログ内記事より）

## 出演
太字はメインキャラクター。

### テレビアニメ
- ゾイドワイルド（2018年、ペンペン村 村人）
- 最強タンクの迷宮攻略〜体力9999のレアスキル持ちタンク、勇者パーティーを追放される〜（2024年、女子生徒B）

### 劇場アニメ
- BanG Dream! FILM LIVE（2019年、観客）

### ゲーム
- PS Vita KLAP!! ～Kind Love And Punish～
- ポケモンガオーレ（文学少女のシノ）
- ラスグレイブ探偵譚 シリーズ（クラリティ・エヴァンズ）
  - 「観覧車殺人事件 事件篇」[4]
  - 「観覧車殺人事件 解決篇」
  - 「-私のしがない名探偵 -」
- 琴音のメロディーカード（花岡さゆみ）
- 感染×少女（福井美智子 他）
- ゴシックは魔法乙女〜さっさと契約しなさい!〜（カルミア、ハルヒナ）
- 武装少女（ヴェロニカ・ガモフ）
- ラストリカル（ウィンディーネ、イエティ、ルクス）
- しがたん2 ラスグレイブ探偵譚『異邦人帰還』（クラリティ・エヴァンズ）
- 乙女チックパズル ピタッチ！（クレア・ヘイル）
- アビストライブ（アリス／フレイ）
- COLOR PIECEOUT（マリー、カレン、他）
- 天空のクラフトフリート（ククリ）
- 温泉むすめ ゆのはなこれくしょん（志摩茉莉也）
- PS4/PS5/Nintendo Switch「アーキタイプ・アーカディア」
- 女神楽園 ガーデス・パラダイス（スサノオ[5]、タナトス）
- スターガニアン（オペレーター）
- 新宿葬命（新座 真白）[6]

### 吹き替え

#### アニメ
- ショップキンズ（ジェシケーク）
  - ショップキンズ：ワールドバケーション
  - ショップキンズ：ワイルド
  - ショップキンズ：シェフ・クラブ

### デジタルコミック
- ぽちゃ娘は小悪魔ムーブがやめられない（美雨）
- リトル・キラー（2023年、幼稚園先生）[7]
- 婚約破棄してさしあげますわ ～ドロボウ令嬢とお幸せに～（2023年、メイジー[8]）

### Web配信番組
- 生テレ 次世代プリンセスを発掘！「声優サバイバル」（第一期）
- 生テレ 個人配信番組「ありチャン」（2017.01.31～2017.03.27）
- 「ありチャン」- 生テレ企画の声優サバイバル参加に伴い、個人配信された生放送番組。配信は不定期で基本30～1時間枠。
- YouTube「西森千豊と平野有紗の「ぼくラジ。」メインパーソナリティ　（2020.04.04～）だいたい月１配信

### テレビ
- テレビ東京「主治医が見つかる診療所」再現ＶＴＲ（娘）

### 舞台
- Air studioプロデュース「JULIET」
- Air studioプロデュース「蒼い季節」

### ライブ・イベント
- 池袋LIVE INN ROSA「TAB 3RD LIVE」
- 「ライブレボルト」0thライブ「ライブレボルト THE ORIGIN」
- ライブレボルト1st Single「REVOLUTIA／Daring Soldiers」リリース記念ミニライブ&お渡し会
- 肉フェス TOKYO 2017 （RumBlue＆リサイタルズ from ライブレボルト）
- 名古屋CLUB JB’S presents Anime evoL SP （RumBlue from ライブレボルト）
- Re:animation11 （Massive New Krew with 瀬戸マリン）
- 「ライブレボルト」 1st LIVE 「LiveRevolt REBELLION」
- RumBlue 1st Single「激情BLUEFUTURE / アオクナレ」リリース記念ミニライブ&お渡し会
- 「かけがわポップカルチャーサミット」ライブステージ （ライブレボルト）
- TOKYO LOGIC RRESENTS 「MOTOLOID 2017 FEAT.WRECKING TOKYO SPECIAL」 （瀬戸マリン）
- 池袋LIVE INN ROSA「TAB 4th LIVE」
- 池袋LIVE INN ROSA「TAB 5th LIVE EVENT」

### その他
- 「VR ZONE Project i Can」内体験コンテンツ「アーガイルシフト」
- 声優ライブアーティストプロジェクト「ライブレボルト」 RumBlue (瀬戸マリン)
- 地域活性クロスメディアプロジェクト「温泉むすめ」 （志摩茉莉也[9]）

## ディスコグラフィ

### キャラクターソング
| 発売日  | タイトル                    | 歌                                         | 楽曲                              | 備考                                                        |
| 2016年  | 2016年                      | 2016年                                     | 2016年                            | 2016年                                                      |
| ------- | --------------------------- | ------------------------------------------ | --------------------------------- | ----------------------------------------------------------- |
| 8月12日 | 乙女全力☆マジsummer         | LOVE☆MAXガールズ                           | 「乙女全力☆マジsummer」           | ゲーム『ゴシックは魔法乙女～さっさと契約しなさい!～』関連曲 |
| 2017年  |                             |                                            |                                   |                                                             |
| 4月29日 | 冥界城†マスカレード         | LOVE☆MAXガールズ 白組                      | 「冥界城†マスカレード」           | ゲーム『ゴシックは魔法乙女～さっさと契約しなさい!～』関連曲 |
| 8月9日  | REVOLUTIA / Daring Soldiers | ライブレボルト                             | 「REVOLUTIA」 「Daring Soldiers」 | 『ライブレボルト』関連曲                                    |
| 8月9日  | 激情BLUEFUTURE / アオクナレ | RumBlue from LiveRevolt                    | 「激情BLUEFUTURE」 「アオクナレ」 | 『ライブレボルト』関連曲                                    |
| 2018年  |                             |                                            |                                   |                                                             |
| 3月30日 | ハートでPIタッチ!           | 藤崎紗矢香、平野有紗、清水美雪、内田りりこ | 「ハートでPIタッチ!」             | ゲーム『乙女チックパズル ピタッチ!』テーマソング            |